# Kanton Douarnenez
Kanton Douarnenez (fr. Canton de Douarnenez) je francouzský kanton v departementu Finistère v regionu Bretaň. Skládá se ze šesti obcí.

## Obce kantonu
- Douarnenez
- Guengat
- Le Juch
- Plogonnec
- Pouldergat
- Poullan-sur-Mer